# Brignac-la-Plaine
Brignac-la-Plaine è un comune francese di 868 abitanti situato nel dipartimento della Corrèze nella regione della Nuova Aquitania.

## Società

### Evoluzione demografica
Abitanti censiti